# Stephanie Wilson
Stephanie Diana Wilson (27 de setembre de 1966, Boston, Massachusetts) és una astronauta nord-americana. Wilson ha participat en les missions del transbordador espacial STS-121, STS-120 i STS-131 i és candidata elegible per a esdevenir la primera dona que trepitgi la lluna el 2024 com a part del programa Artemis de la NASA.

## Biografia i formació
Stephanie Wilson va néixer a Boston, Massachusetts, el 27 de setembre de 1966. Aproximadament un any després, els seus pares, Eugene i Barbara Wilson, van decidir traslladar-se a Pittsfield, Massachusetts, on estudiaria la secundària. Es donà el cas que, havent d'entrevistar algú en un camp que li interessés per a un treball de classe, Wilson, entrevistà l'astrònom Jay Pasachoff, mostrant així ja aleshores l'interès incipient que tenia per aquesta branca de la ciència i la tecnologia. Després va assistir a la Universitat Harvard, on va obtenir una llicenciatura en Ciències de l'enginyeria el 1988. I un màster en Enginyeria aeroespacial a la Universitat de Texas a Austin el 1992. Wilson ha tornat després a Harvard com a membre de la Junta de Supervisors de Harvard.

## Carrera professional
Wilson va treballar durant dos anys per a l'antic Grup de Astronáutica Martin Marietta a Denver, Colorado. Com a enginyera de càrregues i dinàmiques per al coet Titan IV, Wilson va ser responsable de fer l'anàlisi de càrregues acoblades per al vehicle de llançament i càrregues durant els esdeveniments de vol. Wilson va deixar Martin Marietta el 1990 per assistir a una escola de postgrau a la Universitat de Texas. La seva recerca de postgrau, patrocinada per una beca de la NASA, es va centrar en el control i la modelització d’estructures espacials grans i flexibles.
Després de completar el seu treball de postgrau, Wilson va començar a treballar per al Laboratori de Propulsió a raig a Pasadena, Califòrnia, el 1992. Com a membre del Subsistema de Control d'Actitud i Articulació per a la nau espacial Galileu, Wilson va ser responsable d'avaluar el rendiment del controlador d'actitud, la precisió de punteria, la precisió de punteria d'antena i la precisió de velocitat de gir. També va treballar a les àrees de desenvolupament de seqüència i proves. Mentre va estar al Laboratori de Propulsió a raig, Wilson també va prestar suport al Programa de Tecnologia d'Interferometría com a membre de l'Equip de Modelització Integrat, que va ser responsable de la modelització d'elements finits, el disseny del controlador i el desenvolupament de programari.

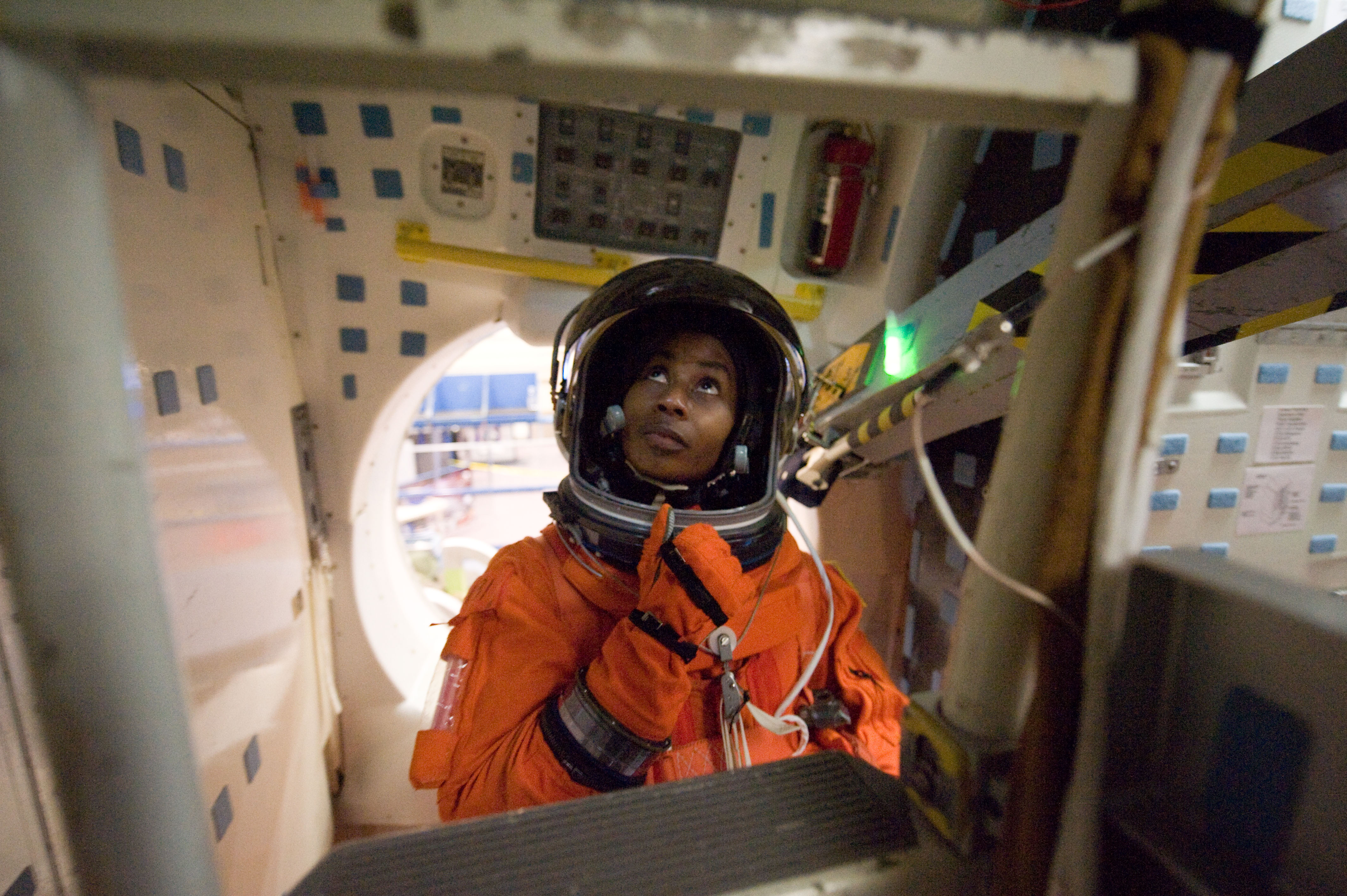
Stephanie Wilson en una sessió d'entrenament al Centre espacial Johnson de la NASA.

Qualificada per desenvolupar equips per a estacions espacials, fou seleccionada per la NASA com a astronauta a l’abril de 1996, va volar en la primera missió del transbordador espacial el 2006. I després en les posteriors missions STS-120 el 2007 i STS-131 el 2010 i ha registrat més de 42 dies a l'espai. El 2006, Wilson va actuar com a operador de braços robòtics per al vehicle d'inspecció «Leonardo» (utilitzat per transportar càrrega a l'Estació Espacial Internacional). El 2007 les seves funcions incloïen un paper com a enginyera de vol, ajudant el comandant i el pilot a operar els sistemes de descobriment del transbordador espacial. El 2010, Wilson va instal·lar equips a la missió STS-120, aportant diversos resultats científics i gairebé tres tones de maquinari.
Wilson va ocupar el càrrec de cap de la secció d’integració de l'estació espacial del 2010 al 2012, i el 2013 Wilson va completar un període de nou mesos al Centre de Recerca Glenn de la NASA com a cap en funcions de la integració de programes i projectes a la direcció de sistemes de vols espacials. També ha estat membre de les juntes de selecció d’astronautes del 2009, 2013 i 2017. Com a membre de l'Oficina d'Astronautes CAPCOM, treballa al Centre de Control de Missions de la NASA per a diversos equips i naus espacials.
És un dels 12 astronautes de la NASA elegibles per convertir-se en la primera dona que trepitgi la lluna el 2024 com a part del programa Artemis de la NASA.

## Premis i distincions
Ha rebut diversos premis al llarg de la seva carreraː 
- Premi Texas Exes Young Outstanding (2005)
- Premi Científic de l’Any de la Fundació Harvard (2008)
- Harvard College Professional Achievement Award (2008)
- Doctora honoris causa en ciències pel Williams College (2011)
- Medalla de vol espacial de la NASA (2006, 2007, 2010)
- Medalla al servei distingit de la NASA (2009, 2011)
- Premi a l’assoliment del grup d’innovació del director del Centre espacial Johnson (2013)
- Premi d’elogi del director del Johnson Space Center (2013)
- Premi Distinguished Alumnus de la Universitat de Texas (2015)
- Doctora honoris causa en ciències de l'Smith College (2016).
- Doctora honoris causa en ciències del Massachusetts College of Liberal Arts (2018)
- Premi Salem College Trailblazer (2019).[1]